# 程懋筠
程懋筠（1900年8月25日—1957年7月31日），字與松，江西南昌府新建人，音樂家。出身官宦世家，幼時尤好音律。其後在江西省立高等師範學校深造，專攻小提琴。1916年留學日本，入東京音樂學校，主修聲樂，兩年後兼修作曲。
1926年返回中國，先後執教於南昌一中、南昌二中、及南昌女子中學、浙江省立湘湖鄉村師範學校、杭州英士大學。1928年受聘為國立中央大學（南京大學）藝術系聲樂副教授，曾任音樂組主任；期間曾譜《國立中央大學校歌》、《中華民國國歌》(又名《三民主義歌》)。以后曾在江西主持“推行音乐教育委员会”，并办《音乐教育》月刊，曾任南昌中正大学音乐教授。1949年未隨國民黨赴台，留在上海从事音乐教育，曾任上海国立幼儿师范学校、上海美术专科学校声乐教授。1957年7月31日在南京逝世，終年57歲。

## 家庭生活
1926年与江西省女子师范学校毕业的舒文辉（1905－1993）女士结婚，生有一子一女，长子程应锟（1929－1978）毕业于中央音乐学院，后在哈尔滨师范学院艺术系任教。长女程应钿（1930－1995）毕业于中国医科大学，后在哈尔滨从事医务工作。
1939年抗战期间，率领音教会合唱团、话剧团辗转江西各地宣传抗日，爱上了同样有子女的女同事张咏真（1914－1992）女士(西安音乐学院钢琴教授)，并于1939年结合，生有二子二女。次女泰尔（1941－）为中央音乐学院钢琴教授，曾任中央音乐学院副院长、钢琴教授。三女儿宁尔（1943－）在西安音乐学院担任作曲教授。次子张坚（1945－）毕业于中央音乐学院，现任成都军区战旗歌舞团艺术指导。小儿子张强（1947－）毕业于清华大学，西安建筑科技大学教授。

## 脑溢血病发
1951年程懋筠应兰州西北师范学院（今西北师范大学）艺术系主任吕斯百之邀携家前往甘肃，途中在西安患脑溢血并在西安修养。1953年继室因儿女年幼需要照顾，无法承担照顾程懋筠重担，遣人将程懋筠送回原配发妻，居住南京农学院宿舍养病。1957年7月31日因脑溢血症复发，在家中病逝，葬于南京郊区公墓，享年57岁。

## 作品
程懋筠是声乐家，又是作曲家，创作过各种类型、各种体裁的歌曲近百首。其中作品大多数刊载于《音乐抗战曲集》和《音乐教育》月刊，还有一些零星发表在当时的音乐刊物和杂志上。著有：
- 《低级文化与民族歌谣》1934
- 《音教抗战曲集》1940

音乐作品：
政治歌曲
- 《新生活运动歌》
- 《国民精神总动员》
- 《少年团团歌》
- 《中华民国国歌》
- 《新中國頌》

抗战歌曲
- 《救国义勇军军歌》
- 《救国歌》
- 《复兴歌》
- 《抗日军歌》
- 《全靠俺自己》
- 《打游击去》
- 《再牺牲！再前进！》
- 《锄奸谣》
- 《打铁歌》
- 《抗敌救国》
- 《好铁要打钉》
- 《我们的祖国》
- 《救国是我们大家的事》

校歌
- 《中央大学校歌》
- 《中正大学校歌》
- 《正气中学校歌》
- 《英士大学校歌》
- 《国立幼师校歌》

抒情歌曲
- 《怀旧》
- 《归来曲》
- 《春宵别》
- 《归航》